# Биология почв
Биология почв — наука, изучающая живые организмы в почвах, их состав, распределение, динамику и активность, а также экологию почвы.
С биологией почв связано почвообразование и разложение органического вещества, что оказывает огромное влияние на плодородие почвы, рост растений, структуру почвы и накопление углерода. Почвенная биота — важная часть почвенных экосистем.

## Термин
Общие термины почвенная биота, почвенная фауна, эдафон охватывают все организмы, которые проводят значительную часть своего жизненного цикла в почвах или почвенной подстилке. К этим организмам относятся дождевые черви, нематоды, простейшие, грибы, бактерии, различные членистоногие, а также некоторые рептилии (например, змеи) и виды роющих млекопитающих, таких как суслики, кроты и луговые собачки.

## Описание
Почва как среда обитания организмов важна для мирового биоразнообразия. Обитатели почвы многообразны; их комплексное изучение началось в 1940-х годах в СССР. Предстоит проделать ещё большую работу, чтобы лучше понять экологическую роль биологических компонентов почвы в биосфере.
Основными направлениями в почвенной биологии являются:
- Почвенная микробиология и микология
- Почвенная зоология
- Почвоведение

Почвенная биология предполагает работу в следующих областях:
- Моделирование биологических процессов и динамики популяций
- Биология, физика и химия почв: влияние физико-химических параметров и свойств поверхности на биологические процессы и поведение популяций
- Популяционная биология и молекулярная экология: методологическое развитие и вклад в изучение популяций микроорганизмов и фауны; разнообразие и динамика популяций; генетические передачи, влияние факторов окружающей среды
- Экология сообщества и процессы функционирования: взаимодействие организмов с минеральными или органическими соединениями; участие таких взаимодействий в патогенности почвы; трансформация минеральных и органических соединений, круговорот элементов; структурирование почвы

Обязательно используются дополнительные дисциплинарные подходы, которые включают молекулярную биологию, генетику, экофизиологию, биогеографию, экологию, почвенные процессы, органические вещества, динамику питательных веществ и ландшафтную экологию.

## Организмы

### Микроорганизмы и грибы
Микробиология почв изучает микроорганизмы почв.

### Беспозвоночные животные
Почвенная фауна динамически влияет на формирование почвы и органическое вещество почвы во многих пространственно-временных масштабах. Дождевые черви, муравьи и термиты перемешивают почву, роя норы, что существенно влияет на её формирование. Дождевые черви поглощают частицы почвы и органические остатки, повышая доступность питательных веществ для растений в материале, который проходит через их тела и выводится из них. Аэрируя и перемешивая почву, а также повышая устойчивость почвенных агрегатов, эти организмы способствуют обеспечению легкого просачивания воды. Кроме того, они помогают улучшить уровень pH.
Микроартроподы — мелкие почвенные членистоногие, которые зависят от естественной порозности почв.

### Позвоночные животные

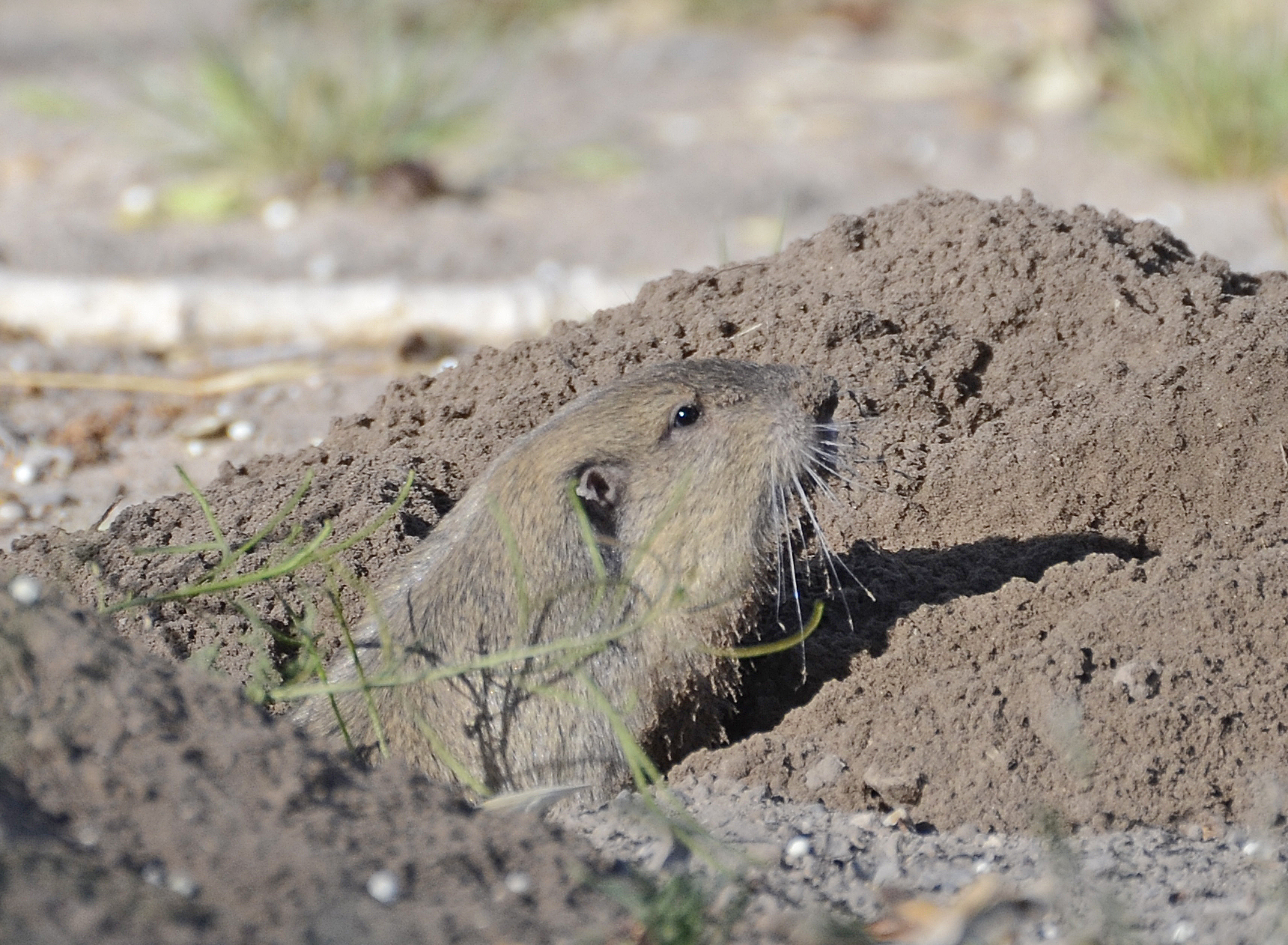
Суслик в норе

Почва также важна для многих млекопитающих. Суслики, кроты, луговые собачки и другие роющие животные используют её в качестве защиты и пищи. Животные даже вносят свой вклад в почву, поскольку их рытье нор позволяет большему количеству дождя, снега и воды из льда проникать в почву, не вызывая эрозию.